# ザ・サバーブス
『ザ・サバーブス (The Suburbs) 』は、カナダのロックバンド、アーケイド・ファイアの3rdアルバム。2010年の8月にマージ・レコードからリリースされ、アイルランド・アルバムチャートでの1位獲得を皮切りに全英チャート、ビルボード、そしてホームグラウンドであるカナダ他、各国のチャートを制覇した。また、ビルボードの1位獲得は、同レーベルからリリースされた作品としては初となる。
本作は第53回グラミー賞で最優秀オルタナティヴ・アルバムにノミネートされ、またアルバム中の楽曲「レディ・トゥ・スタート」も最優秀ロック・パフォーマンス(デュオ/グループ)にノミネートされた他、主要部門の一つである年間最優秀アルバム賞を受賞した。

## 概要
リード・トラック及びアルバムのタイトルともなっている「The Suburbs (郊外) 」は、直接には過去ウィンが制作を空想していたSF映画に由来する。それに付帯して、当時の郊外での生活、友人との関わり合いの記憶やフィーリングといったものがインスピレーションとして機能しているが、しかし過去に対しての単なる憧憬ではなく、あくまで"今"を立脚点としながらリアリスティックに捉える視点が、アルバム全体のコンテクストを決定づけている。
批評家筋からは全体的に好意的な評価を得ており、BBCのマイク・ダイヴァーによる「本作は彼らにとっての『OK コンピューター』に相当する到達点とも言えるだろう。しかしおそらくは、それよりもっと素晴らしいものなのだ (You could call it their OK Computer. But it’s arguably better than that.) 」といった評が(内容の当否はともかくとして)その最たるものとなっている。日本国内でも「rockin'on」誌や「CROSSBEAT」誌で2010年ベスト・アルバムとして、それぞれ1位と2位に推されるなど、ポジティブな反応を得ている。
本作では、2005年にV2ジャパン/コロムビアからリリースされた『フューネラル』(2011年時点で日本国内盤廃盤)以来となる、歌詞対訳と解説の付属した日本国内流通盤がリリースされている。また海外盤にはそれぞれ異なる写真を用いた8種類のジャケットが存在する(参考)。

## 収録曲
1. ザ・サバーブス / "The Suburbs" - 5:14
2. レディ・トゥ・スタート / "Ready to Start" - 4:15
3. モダン・マン / "Modern Man" - 4:39
4. ロココ / "Rococo" - 3:56
5. エンプティ・ルーム / "Empty Room" - 2:51
6. シティ・ウィズ・ノー・チルドレン / "City with No Children" - 3:11
7. ハーフ・ライトⅠ / "Half Light I"   4:13
8. ハーフ・ライトⅡ (ノー・セレブレーション) / "Half Light II (No Celebration)" - 4:25
9. サバーバン・ウォー / "Suburban War" - 4:45
10. マンス・オブ・メイ / "Month of May" - 3:50
11. ウェイステッド・アワーズ / "Wasted Hours" - 3:20
12. ディープ・ブルー / "Deep Blue" - 4:28
13. ウィー・ユーズド･トゥ･ウェイト / "We Used to Wait" - 5:01
14. スプロールⅠ (フラットランド) / "Sprawl I (Flatland)" - 2:54
15. スプロールⅡ (マウンテンズ・ビヨンド・マウンテンズ) / "Sprawl II (Mountains Beyond Mountains)" - 5:25
16. ザ･サバーブス (コンティニュード) / "The Suburbs (continued)" - 1:27